# Jan Chrapek
Jan Chrapek (ur. 18 lipca 1948 w Józefinie, zm. 18 października 2001 w Starych Sieklukach) – polski duchowny rzymskokatolicki, michalita, doktor nauk teologicznych, przełożony generalny zgromadzenia michalitów w latach 1986–1992, biskup pomocniczy drohiczyński w latach 1992–1994, biskup pomocniczy toruński w latach 1994–1999, biskup diecezjalny radomski w latach 1999–2001.

## Życiorys
Urodził się 18 lipca 1948 w Józefinie (obecnie Skolankowska Wola) w rodzinie Józefa i Genowefy z domu Boreckiej. Miał czworo rodzeństwa, siostry Barbara i Agnieszka wstąpiły do Zgromadzenia Sióstr św. Michała Archanioła (michalitek), a brat Marek został podsekretarzem stanu w Ministerstwie Rolnictwa i Rozwoju Wsi.
Kształcił się w niższym seminarium duchownym michalitów w Miejscu Piastowym, a egzamin dojrzałości zdał w 1967 w Liceum Ogólnokształcącym w Krośnie. W 1963 rozpoczął nowicjat w Zgromadzeniu św. Michała Archanioła (michalici), w 1965 złożył pierwsze śluby zakonne. Śluby wieczyste złożył 26 sierpnia 1969 na ręce generała zakonu Władysława Moraza. W latach 1967–1969 pracował jako wychowawca w Zakładzie Specjalnej Troski dla Chłopców w Strudze k. Warszawy. Jednocześnie studiował zaocznie w Państwowym Instytucie Pedagogiki Specjalnej w Warszawie i uczestniczył w kursach reżyserii filmowej prowadzonych na Uniwersytecie Warszawskim.
W latach 1969–1975 odbył studia filozoficzno-teologiczne w Wyższym Seminarium Duchownym Księży Michalitów w Krakowie. Od 1971 poszerzał wykształcenie w zakresie socjologii religii i zagadnień pastoralnych, studiując na Papieskim Wydziale Teologicznym w Krakowie. Święceń prezbiteratu udzielił mu 3 maja 1975 w Domu Macierzystym Zgromadzenia św. Michała Archanioła w Miejscu Piastowym biskup diecezjalny przemyski Ignacy Tokarczuk. W latach 1975–1979 kontynuował studia w Instytucie Teologii Pastoralnej Wydziału Teologicznego Katolickiego Uniwersytetu Lubelskiego. Tamże w 1976 uzyskał magisterium-licencjat z teologii pastoralnej, a w 1979 na podstawie dysertacji Uwarunkowania recepcji programów telewizyjnych przez młodzież otrzymał doktorat. W latach 1980–1981 przebywał na studiach w Louvain, gdzie przygotowywał rozprawę habilitacyjną Technologie komunikowania a kultura, a od 1983 do 1984 przebywał w celach naukowych w Międzynarodowym Instytucie Badań nad Kulturą i Komunikowaniem w Londynie.
W latach 1982–1983 zajmował stanowisko rektora Papieskiego Sanktuarium Maryjnego w Castel Sant′Elia koło Rzymu. W latach 1984–1986 pełnił funkcję redaktora naczelnego miesięcznika „Powściągliwość i Praca”. Prowadził duszpasterstwo inteligencji przy kościele Matki Bożej Królowej Aniołów w Warszawie. Organizował Bieszczadzkie Koncerty Muzyki Religijnej. W latach 1986–1992 sprawował urząd przełożonego generalnego zgromadzenia michalitów. Od 1989 do 1992 był przewodniczącym Konferencji Wyższych Przełożonych Męskich Instytutów Zakonnych i Stowarzyszeń Życia Apostolskiego w Polsce.
W latach 1979–1980 był wychowawcą w Wyższym Seminarium Duchownym Księży Michalitów w Krakowie. W 1984 został wykładowcą Akademii Teologii Katolickiej w Warszawie, a w 1989 Uniwersytetu Warszawskiego. W latach 1985–1986 objął wykłady zlecone z tematyki mediów w krajach socjalistycznych na Papieskim Uniwersytecie Gregoriańskim w Rzymie. W Wyższym Seminarium Duchownym w Drohiczynie prowadził zajęcia z katolickiej nauki społecznej i środków masowego przekazu.
25 marca 1992 papież Jan Paweł II mianował go biskupem pomocniczym diecezji drohiczyńskiej ze stolicą tytularną Cataquas. Święcenia biskupie otrzymał 6 czerwca 1992 w katedrze Trójcy Przenajświętszej w Drohiczynie. Konsekrował go arcybiskup Józef Kowalczyk, nuncjusz apostolski w Polsce, któremu asystowali Władysław Jędruszuk, biskup diecezjalny drohiczyński, i Jan Mazur, biskup diecezjalny siedlecki. Na dewizę biskupią wybrał słowa „Quis ut Deus” (Któż jak Bóg). Jako biskup pomocniczy rezydował w Sokołowie Podlaskim przy konkatedrze Niepokalanego Serca Najświętszej Maryi Panny. W latach 1992–1994 był wikariuszem generalnym diecezji, a po śmierci biskupa Władysława Jędruszuka od 25 maja do 10 lipca 1994 sprawował urząd administratora diecezji. W kurii diecezjalnej pełnił funkcje przewodniczącego diecezjalnej rady gospodarczej i referenta ds. zakonnych. Zainicjował zorganizowanie w 1994 Ekumenicznego Kongresu Rodzin w Drohiczynie, a także wybudowanie nowego gmachu drohiczyńskiego seminarium duchownego.
20 czerwca 1994 został przeniesiony na urząd biskupa pomocniczego diecezji toruńskiej.
28 czerwca 1999 został mianowany biskupem diecezjalnym diecezji radomskiej. Ingres odbył 21 sierpnia 1999. Jako ordynariusz wspierał działalność charytatywną, m.in. otwierając stołówki i aptekę dla ubogich, a także duszpasterstwo młodzieży.
W ramach Konferencji Episkopatu Polski był wiceprzewodniczącym i przewodniczącym Komisji (Rady) ds. Środków Społecznego Przekazu i wiceprzewodniczącym Komisji ds. Wspólnot Zakonnych i Instytutów Życia Konsekrowanego. Wszedł w skład Rady Programowej Katolickiej Agencji Informacyjnej. Podczas II Ogólnopolskiego Synodu Plenarnego objął funkcję przewodniczącego Komisji ds. Środków Społecznego Przekazu. Przez Konferencję Episkopatu Polski został wyznaczony do zorganizowania sieci radiostacji diecezjalnych w Polsce. Uczestniczył w przygotowaniach podróży apostolskich Jana Pawła II do Polski w latach 1997 i 1999. Działał w Radzie Konferencji Episkopatów Europy, gdzie był odpowiedzialny za media katolickie w Europie Wschodniej. W 2001 został mianowany konsultorem Papieskiej Rady ds. Środków Społecznego Przekazu.
Zginął 18 października 2001 w wypadku samochodowym w Starych Sieklukach. 22 października 2001 został pochowany w katedrze radomskiej.

## Wyróżnienia, upamiętnienie
W 2002 został pośmiertnie laureatem Medalu św. Brata Alberta.
W 2002 rozpoczęto przyznawanie dwóch nagród jego imienia: „Ślad” i „Totus Tuus medialny”. W 2002 jego imię zostało nadane Wyższej Szkole Biznesu w Radomiu. W 2002 zapoczątkowano konkurs o stypendium i indeks jego imienia, w którym maturzyści z rodzin o małych dochodach ubiegają się o możliwość studiowania dziennikarstwa, polityki społecznej i nauk politycznych na Uniwersytecie Warszawskim i Uniwersytecie Jagiellońskim. Przy radomskim Caritasie został utworzony fundusz jego imienia udzielający pomocy potrzebującym.
Jego imię nadano placowi w Toruniu.